# Glammstaðavatn
Glammstaðavatn är en sjö på Island. Dess yta är 0,5 km2.